# Orbital Space Plane

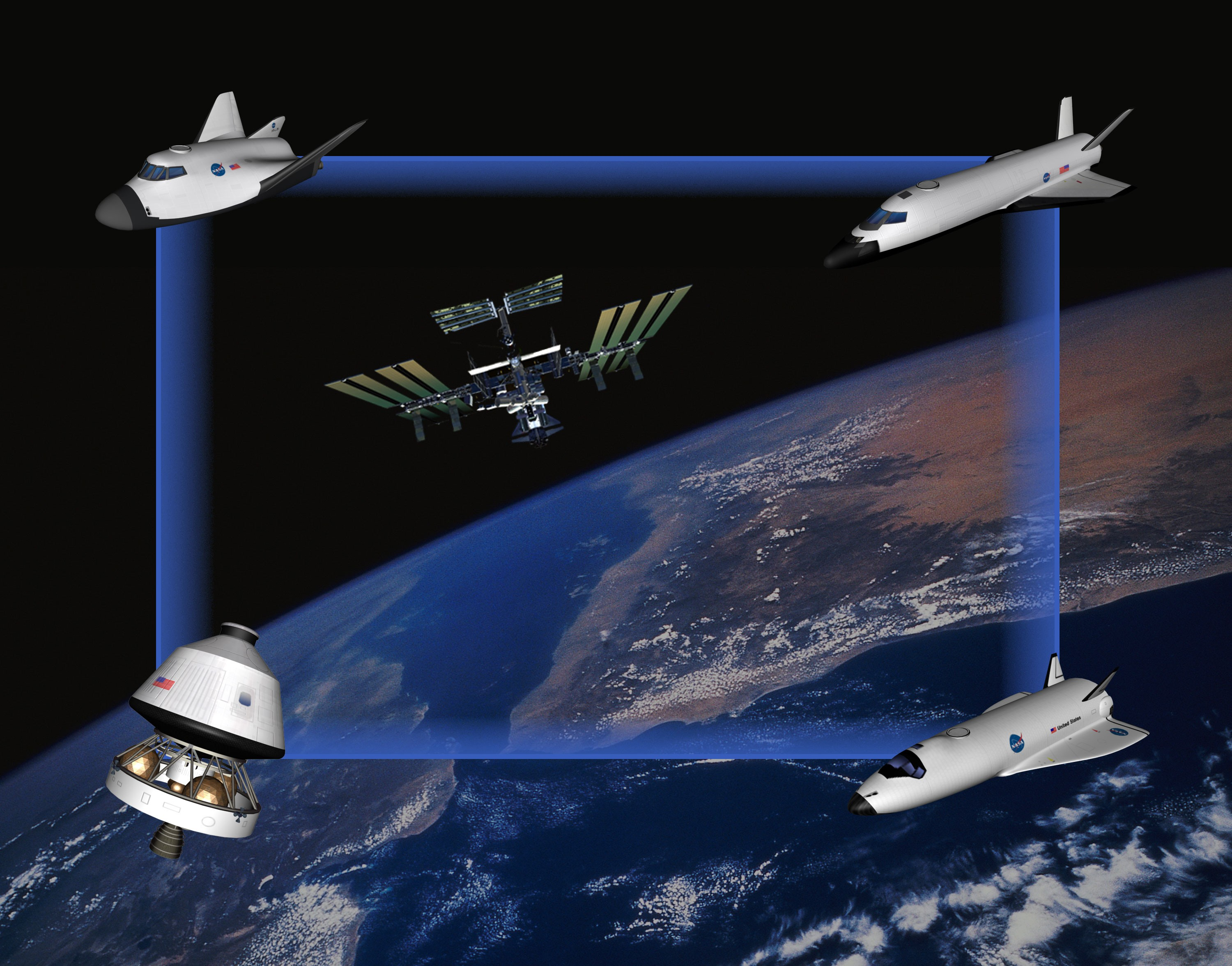
Koncepcyjny rysunek czterech wersji Orbitalnego Samolotu Kosmicznego

Orbital Space Plane (Orbitalny Samolot Kosmiczny) – projekt pojazdu kosmicznego mającego zaopatrywać Międzynarodową Stację Kosmiczną jak również dostarczać tam załogę, a także zapewniać system ratunkowy. Projekt został wstrzymany po katastrofie promu kosmicznego Columbia, zdecydowano się na Crew Exploration Vehicle.

## Statek
Był planowany jako pojazd bardziej funkcjonalny niż promy kosmiczne, miało się to odbywać przez różne jego wersje, np. jako służąca do transportu ludzi, czy jako statek ratunkowy. Ponieważ projektowany był do transportu, początkowo zwracano szczególną uwagę na jego funkcję ratunkową, zajął więc miejsce Crew Return Vehicle. OSP miał wylecieć po raz pierwszy w 2010 roku.

## Zawieszenie programu
Po katastrofie Columbii cały amerykański program załogowych lotów kosmicznych został wstrzymany. Później w związku z wysuniętą przez prezydenta Busha w 2004 roku Wizją Eksploracji Kosmosu dalsze prace wstrzymano. NASA postanowiła wesprzeć Crew Exploration Vehicle bazowaną na kapsułach Apollo.